# Qianyang
Der Kreis Qianyang (千陽縣 / 千阳县,  Qiānyáng Xiàn) gehört zum Verwaltungsgebiet der bezirksfreien Stadt Baoji im Westen der chinesischen Provinz Shaanxi. Er hat eine Fläche von 996,8 Quadratkilometern und zählt 99.510 Einwohner (Stand: Zensus 2020). Sein Hauptort ist die Großgemeinde Chengguan (城关镇).

## Administrative Gliederung
Auf Gemeindeebene setzt sich der Kreis aus sechs Großgemeinden und fünf Gemeinden zusammen. 